# Laser (licht)

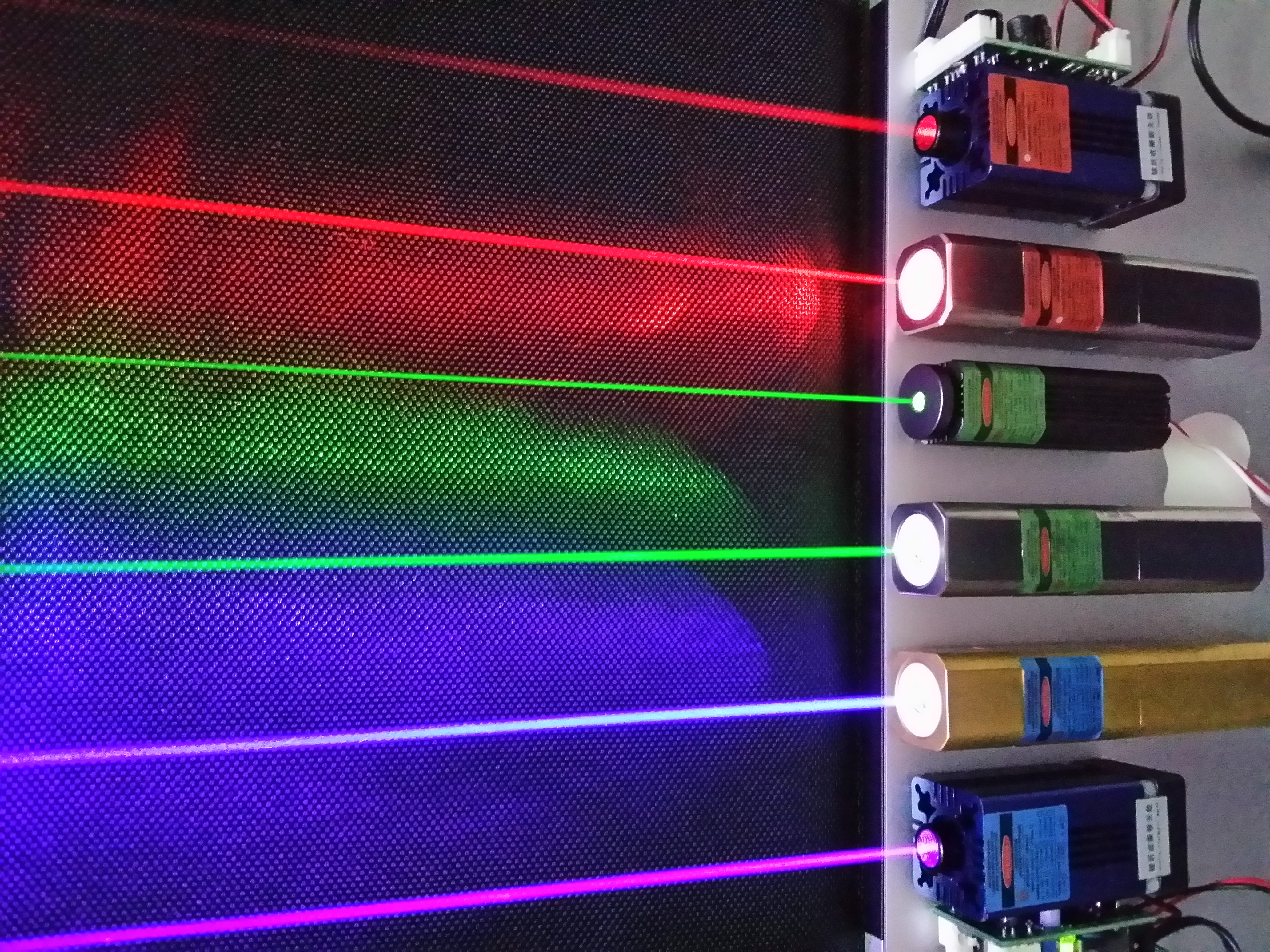
Verschillende laserstralen

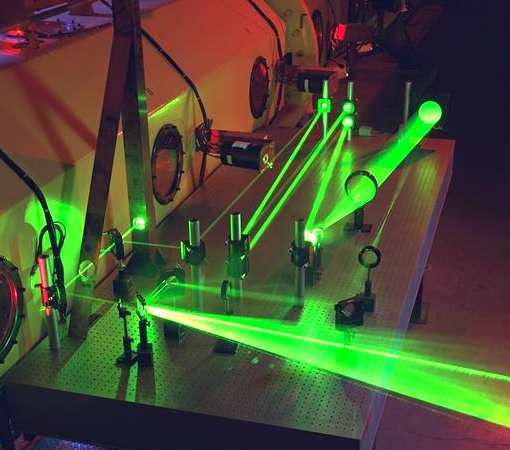
Een groene laserbundel loopt via een aantal lenzen en spiegels op een optische bank. De bron (waarschijnlijk een argonlaser) staat rechts achter.

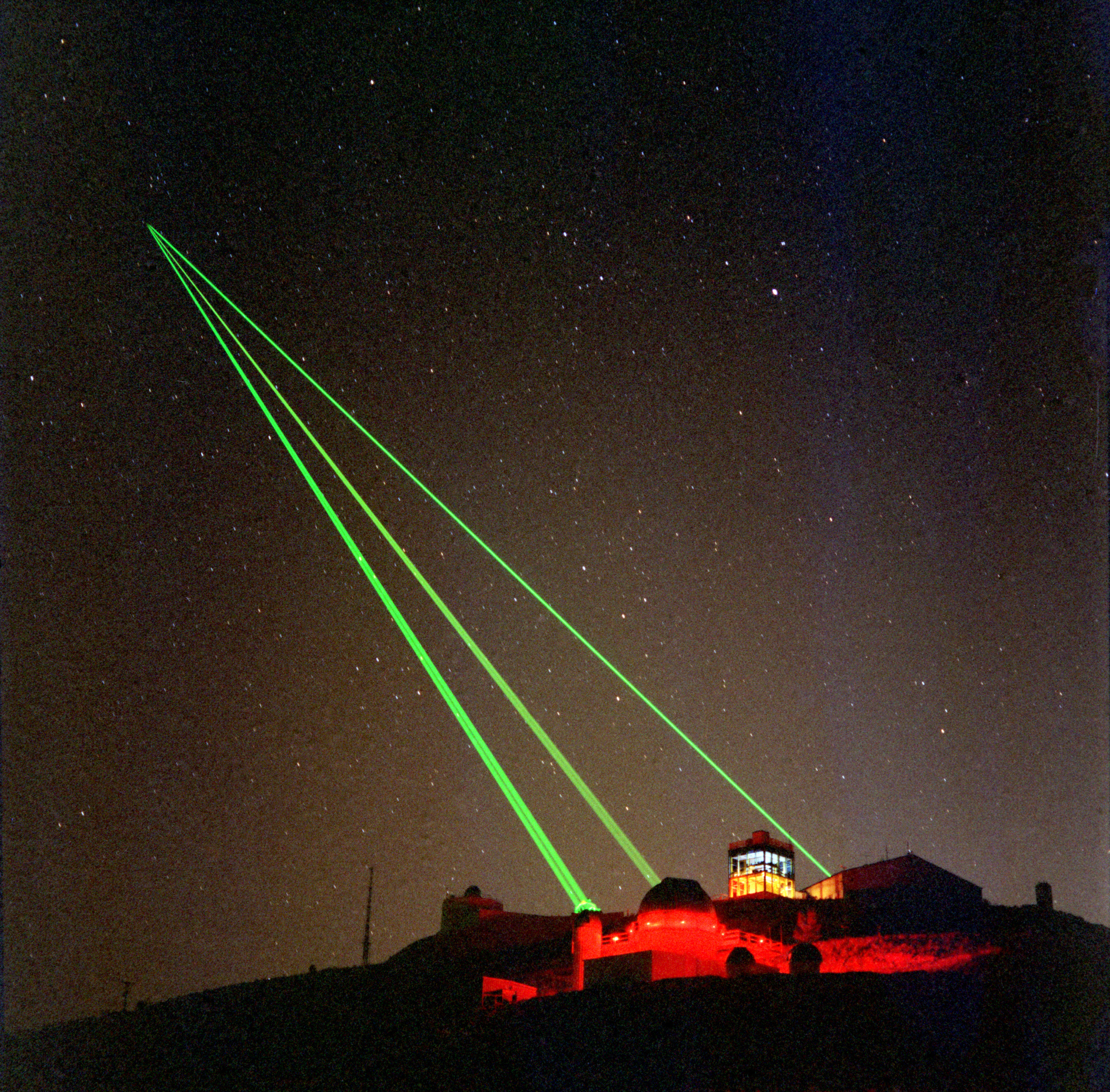
Drie laserstralen richten op hetzelfde punt, Starfire Optical Range, Kirtland Air Force Base, New Mexico

Een laser is een lichtbron die in staat is een smalle coherente bundel licht voort te brengen. Het licht van een laser is daardoor monochromatisch en directioneel, in tegenstelling tot de meeste andere lichtbronnen, die in allerlei richtingen licht uitzenden in een breed spectrum van golflengtes en fasen. Ook zorgt laserlicht altijd voor een lichtbundel die niet of nauwelijks convergeert of divergeert.
Het woord laser is een acroniem van Light Amplification by Stimulated Emission of Radiation, in het Nederlands: lichtversterking door gestimuleerde uitzending van straling. Het woord is echter inmiddels zo ingeburgerd dat het niet meer gezien wordt als een afkorting. Zelfs in het Engels wordt het woord dan ook zonder hoofdletters geschreven (evenals radar).

## Principe
Het principe van de laser berust op de eigenschap van atomen en moleculen met aangeslagen elektronen, die in een energierijkere toestand zitten dan normaal, om bij terugval naar de lager gelegen toestand een foton uit te zenden. Dit proces heet spontane emissie. Treft dit foton een elektron in een ander atoom in dezelfde aangeslagen toestand, dan zal ook dit elektron terugvallen, onder uitzending van een foton dat dan in fase loopt met het eerste, zodat coherente en monochromatische straling geproduceerd wordt. Dit proces heet gestimuleerde emissie.
In het hart van een laser bevindt zich het lasermedium, een materiaal of gasmengsel dat atomen heeft die kunnen worden aangeslagen door middel van licht of een elektrische stroom. Licht dat door spontane emissie wordt uitgezonden in het lasermedium, wordt elders in het lasermedium versterkt door gestimuleerde emissie. In een lasermedium van beperkte omvang zal slechts een beperkte versterking plaatsvinden totdat het licht het medium verlaat. Om een grote versterking te bereiken plaatst men het lasermedium tussen twee parallelle spiegels, zodat het uitgezonden licht opnieuw en opnieuw door het medium passeert en daarbij steeds verder versterkt wordt. Door een van de spiegels gedeeltelijk doorlatend te maken, wordt een bundel licht geproduceerd.
Behalve gestimuleerde emissie is er ook absorptie van licht door atomen in een laaggelegen toestand. Versterking treedt alleen op als er meer gestimuleerde emissie is dan absorptie, wat het geval is als er meer aangeslagen atomen zijn dan niet-aangeslagen atomen. Deze situatie heet populatie-inversie en voor de gewenste werking van een laser is het nodig dat zo'n populatie-inversie gecreëerd en in stand gehouden kan worden. Meestal wordt dit gedaan met licht van flitslampen (vergelijkbaar met die in een fotoflitser), licht van een andere laser of elektrische stroom (in een halfgeleider- en gaslaser).
Zichtbaar licht bestrijkt het golflengtegebied van 400 tot 700 nanometer (nm). Het licht van een laser is meestal monochromatisch, met een bandbreedte van minder dan een nanometer, soms zelfs minder dan een femtometer. Sommige lasers produceren echter een breedbandig spectrum, tot wel 100 nm in het geval van sommige Ti:saffierlasers. De bandbreedte van een laser wordt grotendeels bepaald door hoe smalbandig de energieovergangen van de atomen in het lasermedium zijn, maar ook door de constructie van de laser die erop gericht kan zijn om heel smalle of juist heel brede golflengtegebieden te bestrijken. Verschillende typen lasers hebben wel gemeen dat het licht ruimtelijk coherent is, wat erop neerkomt dat het licht er als een heel goed gedefinieerde bundel uitkomt. Dit is in tegenstelling tot het licht van een zaklamp, die zelfs met een goede reflector nooit zo'n nauwe bundel als een laser kan produceren.

## Geschiedenis
De theoretische basis van de laser werd reeds in 1917 aangedragen door Albert Einstein. In het artikel Zur Quantentheorie der Strahlung suggereert Einstein via een afleiding van Plancks stralingswet de mogelijkheid van gestimuleerde emissie van elektromagnetische straling (waaronder licht). Men dacht toen echter dat het effect in de praktijk te klein zou zijn om waar te nemen.

### Maser
Belangrijke doorbraken kwamen pas na de Tweede Wereldoorlog in navolging van het onderzoek naar radarsystemen. In 1951 ontwikkelde de Amerikaanse natuurkundige Charles Townes de eerste ideeën om microgolven op te wekken met behulp van gestimuleerde emissie door populatie-inversie. Samen met zijn promovendi James P. Gordon en Herbert Zeiger demonstreerde Townes in 1953 aan de Columbia-universiteit de ammoniakmaser – een microgolfversterker die door middel van gestimuleerde emissie een gepulste microgolfstraal uitzendt met een golflengte van 1,25 cm.
Deze technologie werd maser (Microwave Amplification by Stimulated Emission of Radiation) genoemd.
In de tussentijd werkten in de Sovjet-Unie de Russische natuurkundigen Nikolaj Basov en Aleksandr Prochorov aan hun versie van de maser. Door twee energieniveaus te gebruiken creëerden ze een maser die een continue output levert in plaats van de gepulste maser van Townes. Voor hun werk ontvingen Townes, Basov en Prochorov in 1964 gezamenlijk de Nobelprijs voor de Natuurkunde.
Echter, de toepassingen van de maser bleven beperkt tot het versterken van zwakke microgolven en toepassing in atoomklokken.

### Laser
Samen met zijn zwager Arthur Schawlow ging Townes, beiden werkzaam bij Bell Labs, op zoek naar de mogelijkheid om het maserprincipe uit te breiden naar infrarood en zichtbaar licht. In 1958 dienden Townes en Schawlow een octrooiaanvraag in voor Masers en Masercommunicationsystem inclusief een (theoretische) beschrijving van de laser – die door Townes consequent optische maser werd genoemd.
Gelijktijdig ging promovendus Gordon Gould aan de Columbia-universiteit zelfstandig verder met zijn versie van de laser. Zijn ideeën werkte hij uit op negen pagina's van zijn notitieboekje onder de titel Some rough calculations on the feasibility of a LASER: Light Amplification by Stimulated Emission of Radiation. Zijn notities liet hij op 13 november 1957 registreren bij een notaris, maar hij diende geen octrooiaanvraag in, omdat hij – onterecht – dacht dat hij ook een werkend exemplaar moest kunnen laten zien.
Eind 1958 publiceerden Townes en Schawlow in het toonaangevende tijdschrift Physical Review Letters een baanbrekend wetenschappelijk artikel: Infrared and Optical Masers over de theoretische mogelijkheid van een optische maser die werkt bij golflengten van zichtbaar licht. Het artikel zette diverse grote onderzoekscentra aan om de laser te ontwikkelen. Het grootste struikelblok was het vinden van het materiaal met de juiste eigenschappen dat als lasermedium moest dienen. Ook een laserconferentie die onder leiding van Townes in Shawanga Lodge, Catskills, werd georganiseerd en die door alle belangrijke laseronderzoekers werd bezocht, bood in eerste instantie geen gewenst resultaat, hoewel sommige wetenschappers deze conferentie achteraf beschouwden als het keerpunt in de race naar de eerste laser.
Om zo snel mogelijk een werkende laser te ontwikkelen brak Gould voortijdig zijn promotiewerk af en trad hij in dienst van de Technical Research Group (TRG) die met Goulds ontwerp een belangrijk defensiecontract had binnengehaald. Toen hij achter zijn misser kwam, diende Gould in april 1959 alsnog een eerste octrooiaanvraag in op de laser. Hij was echter te laat. Omdat Townes en Schawlow eerder in juli 1958 een vergelijkbare aanvraag hadden ingediend, werd Goulds aanvraag door het Amerikaans patentenbureau afgewezen. Een bijna dertig jaar lange patentenoorlog volgde, waarin Gould na talloze verloren rechtszaken in 1987 uiteindelijk toch aan het langste eind trok en enkele belangrijke laseroctrooien op zijn naam kreeg – goed voor enkele miljoenen dollar aan inkomsten per jaar.
In 1960 werd de allereerste functionele laser geconstrueerd. Theodore Maiman, werkzaam bij het bescheiden Hughes Research Laboratories bleek de grote onderzoekscentra voor te zijn. Samen met zijn assistent demonstreerde hij op 16 mei 1960 een robijnlaser die dieprode lichtpulsen afvuurde met een golflengte van 694 nm. Als lasermateriaal gebruikte hij een synthetisch vervaardigd robijnkristal (aluminiumoxide verontreinigd met chroomoxide); een materiaal waarvan Schawlow eerder had gezegd dat het zeker niet ging werken.
De aankondiging van de laser veroorzaakte in de pers een hele commotie, met voorpaginaverhalen over een 'dodende straal'. Al snel rees de vraag wat men met de laser kon doen. Maimans assistent Irnee D'Haenens noemde de laser zelfs gekscherend “een oplossing op zoek naar een probleem”. In een persconferentie somde Maiman vijf mogelijke toepassingsgebieden op: versterken van licht, onderzoek van materie, vergroten van het aantal communicatiekanalen, communiceren in de ruimte en concentreren van licht voor toepassingen in de chemie, de industrie en de geneeskunde. Vijftig jaar na dato is van deze vijf alleen de communicatie in de ruimte (nog) niet van de grond gekomen – net zomin als de 'dodende straal' uit de kranten van 1960.

## Lasertypen
Lasers zijn in te delen naargelang:
- het medium: gaslaser, vastestoflaser en vloeistoflaser
- de uitgang: continu-lasers (CW, Engels Continuous Wave) en gepulste lasers
- de golflengte: infrarood, zichtbaar of ultraviolet
- het vermogen: kan variëren van milliwatts in een laagvermogenlaser tot duizenden watts in een industriële laser van hoog vermogen. Typische middelhoge vermogens liggen tussen de 100 milliwatt en 10 watt.
- de pomprichting: in de lengte (longitudinaal) of dwars (transversaal)
- de pompmethode: elektrisch of optisch

### Gaslaser
In gaslasers is het medium een gasmengsel, doorgaans opgesloten in een buis, waardoor een elektrische ontlading loopt, vergelijkbaar met die in een tl-buis. Voorbeelden:
- helium-neonlaser: goedkoop, rood 632,8 nm, laag vermogen, CW: supermarktscanners, meettechniek, holografie;
- koolstofdioxidelaser: diep infrarood, 10,6 µm, hoog vermogen, CW of gepulst: metaalbewerking, geneeskunde, tandheelkunde;
- stikstoflaser: hoog vermogen, gepulst.

In sommige gaslasers zijn het geïoniseerde gasatomen:
- Argon-ionenlaser: groen licht, CW, middelmatig vermogen: lasershows, holografie, meettechniek en oogheelkunde;
- Krypton-ionenlaser: rood licht, CW, middelmatig vermogen: lasershows, holografie en meettechniek.
- (mixgas)Argon-Krypton-ionenlaser: blauw, groen, cyaan, geel en rood licht, CW, middelmatig vermogen: lasershows, holografie en meettechniek.

Excimerlasers zijn gaslasers waar combinaties van edelgassen en halogenen geëxciteerde twee-atomige moleculen vormen:
- KrF-laser: ultraviolet, gepulst, middelmatig vermogen: halfgeleiderindustrie en oogheelkunde;
- ArF-laser: idem, kortere golflengte;
- XeCl-laser: ultraviolet, gepulst, middelmatig tot hoog vermogen.

In metaaldamplasers bestaat het gas uit metaalatomen die bij hoge temperatuur dampvormig zijn:
- helium-cadmiumlaser: violet en ultraviolet licht, laag vermogen, CW: holografie en meettechniek;
- koperdamplaser: groen licht, middelmatig vermogen: metaalbewerking.

In chemische lasers worden twee gassen bij elkaar gebracht die reageren tot een molecuul in een aangeslagen toestand:
- Waterstoffluoride-laser: infrarood (circa 3 micrometer), hoge vermogens. Militaire toepassingen.

### Kleurstoflaser (dyelaser)
Het medium van een kleurstoflaser, meestal aangeduid met de Engelse term dye laser, is een vloeibare oplossing van een kleurstof. Kleurstoflasers zijn regelbaar in golflengte, hebben een laag tot middelhoog vermogen en bestaan als CW of gepulste lasers. Ze worden gebruikt in de meettechniek of wetenschappelijk onderzoek.

### Vastestoflaser
Het medium van een vastestoflaser is een vaste stof. Meestal is het een glas of een kristallijn materiaal met daarin een kleine concentratie (dotering) van een andere stof waarvan de atomen kunnen worden aangeslagen. Dit type vastestoflasers wordt gewoonlijk gepompt door middel van licht uit een gasontladingslamp of van een andere laser. Het medium van een diodelaser, die elektrisch gepompt wordt (zie onder), is ook een vaste stof, maar diodelasers worden meestal als aparte categorie beschouwd.
De meeste vastestoflasers worden genoemd naar de dotering, gevolgd door het type materiaal dat gedoteerd is:
- YAG-laser, verzamelbegrip voor de drie volgende typen
  - Er:YAG-laser, infrarood, middelmatig vermogen, CW of gepulst: chirurgie
  - Ho:YAG-laser, infrarood, middelmatig vermogen, CW of gepulst: chirurgie
  - Nd:YAG-laser, infrarood 1064 nm, hoog vermogen, CW of gepulst: industrie en oogheelkunde
- glaslaser, verzamelbegrip voor de drie volgende typen
  - Er:glaslaser, infrarood, laag vermogen, gepulst: chirurgie
  - Ho:glaslaser, infrarood, laag vermogen, gepulst: chirurgie
  - Nd:glaslaser, infrarood, laag vermogen, gepulst: meettechniek
- Robijnlaser, rood, laag vermogen, CW of gepulst: historisch belang
- Ti:saffierlaser, nabij-infrarood, middelmatig vermogen, meestal ultrakorte pulsen: wetenschap
- Nd:YLF-laser, infrarood, 1053 nm, middelmatig tot hoog vermogen, gepulst: pomplasers voor Ti:saffierlasers in combinatie met frequentieverdubbeling tot 527 nm.
- Nd:YVO4-laser, infrarood, 1064 nm, middelmatig vermogen, CW, meestal met frequentieverdubbeling tot 532 nm: pomplasers voor Ti:saffierlasers en ondertiteling van speelfilms.

### Diodelaser
Diodelasers hebben een halfgeleider als medium en worden gepompt met een elektrische stroom. Diodelasers zijn vergelijkbaar met leds, met het verschil dat een diodelaser een trilholte heeft. Diodelasers zijn vaak erg klein, dat wil zeggen ongeveer een millimeter, bedrading niet inbegrepen.
De golflengtes variëren van 375 nm (blauw-UV) tot 950 nm en langer (infrarood). Ze zijn CW (continuous wave) of gepulst, met lage tot middelhoge vermogens en ze worden gebruikt in: cd/dvd, communicatietechniek, geneeskunde, alarmsystemen, meettechniek, presentatie, als pomplasers voor vastestoflasers (zogenaamde DPSS-lasers). Veel verschillende golflengtes en vermogens mogelijk, showtoepassingen in kleine lasershows, laserpointers.

### Vrije-elektronenlaser
- Vrije-elektronenlaser gepulst, militair, wetenschap

Nieuwe typen lasers spelen een belangrijke rol bij de ontwikkeling van nieuwe methoden van onderzoek en nieuwe technische toepassingen. De kleinste lasers (niet groter dan een zoutkorrel) kunnen de bouwstenen worden van optische computers die werken met de snelheid van het licht. Lasers met ultrakorte laserpulsen kunnen ingezet worden bij het onderzoeken (en in de toekomst ook heel precies beïnvloeden) van zeer snel verlopende (bio-)chemische processen. Lasers met een ultrahoog vermogen kunnen ingezet worden bij het bewerkstelligen van thermonucleaire fusie.

## Veiligheid

Gevaren-symbool laserstraal

Omdat laserlicht, in tegenstelling tot licht van lampen en de zon, de vorm heeft van een nauwe, zich weinig verspreidende bundel, kan het gevaarlijk zijn. Ten eerste kan ook op grote afstand vrijwel het hele vermogen van de laser door de pupil het netvlies bereiken, terwijl de intensiteit van het licht van andere bronnen snel afneemt met de afstand. Bovendien concentreert de ooglens het laserlicht op een zeer klein gebiedje van het netvlies. Deze twee effecten maken dat laserlicht bij relatief kleine vermogens (enkele milliwatts) tot oogbeschadigingen kunnen leiden, door plaatselijke verhitting of door chemische reacties vergelijkbaar met zonnebrand. Dit geldt ook voor infraroodlasers, waarvan het licht niet zichtbaar is, maar wel schade kan veroorzaken.
Lasers die worden verkocht moeten voorzien zijn van een classificatie-aanduiding die aangeeft hoe gevaarlijk de laser is, in een getal van 1 (ongevaarlijk) tot 4 (zeer gevaarlijk), die gedefinieerd zijn in officiële richtlijnen.
De klassen zijn:
- Klasse 1: de laser is ongevaarlijk onder alle omstandigheden, hetzij door een laag vermogen, dan wel door een afscherming die ervoor zorgt dat het licht de ogen niet kan bereiken. De lasers in cd-branders hebben een vrij hoog vermogen, maar zijn klasse 1 om laatstgenoemde reden. Lasers in streepjescodelezers vallen ook onder deze klasse omdat de laserbundel zo snel beweegt dat er nooit een gevaarlijke hoeveelheid licht in het oog kan komen.
- Klasse 1M: de laser is veilig bij directe instraling in het oog (golflengte 302,5 tot 400 nm), maar zou gevaarlijk kunnen worden bij gebruik van een optisch instrument, zoals een vergrootglas of verrekijker. Lasers van deze klasse hebben een divergerende bundel of een brede bundeldiameter waardoor het gebruik gevaarlijk kan zijn.
- Klasse 2: de laser is ongevaarlijk bij normaal gebruik, doordat de reflex om het oog te sluiten voorkomt dat er een oogschade optreedt. Dit zijn zichtbaar-licht-lasers (golflengte 400 tot 701 nm) met vermogens tot 1 mW, zoals de meeste laserpointers. Enkele seconden in een dergelijke laser staren kan wel tot (kleine) oogbeschadigingen leiden.
- Klasse 2M: laser vergelijkbaar met klasse 2, onder de voorwaarde dat er geen instrumenten als lenzen gebruikt worden die het licht zouden kunnen concentreren. Lasers uit deze klasse produceren een hoog divergerende bundel of brede bundeldiameter.
- Klasse 3R: deze laser wordt beschouwd als ongevaarlijk, maar kan potentieel gevaarlijk zijn wanneer direct in de laserbundel wordt gekeken. De limiet is 5 keer de waarde van de limiet die geldt voor klasse 1 (voor onzichtbaar licht) of klasse 2 (voor zichtbaar licht).
- Klasse 3B: de laser kan bij blootstelling direct ernstige oogschade veroorzaken. Vermogens van 5 tot 500 mW en lasers met onzichtbare golflengtes bij lagere vermogens. De interne lasers in cd- en dvd-branders vallen onder deze categorie wanneer de behuizing van de brander wordt geopend. Diffuus licht van dit type laser is niet schadelijk.
- Klasse 4: de laser levert onder alle omstandigheden direct gevaar op, ook diffuus licht kan de ogen beschadigen. Het vermogen van deze lasers is hoger dan 500 mW.

Bovenstaande vermogens zijn indicaties voor continue lasers. Voor gepulste lasers en voor lasers met onzichtbare golflengtes gelden andere grenswaarden. Lasers zijn voornamelijk gevaarlijk wanneer de bundel direct of via een reflectie van een spiegelend oppervlak het oog raakt. De lichtvlek van een laser die op een mat, niet-glanzend oppervlak valt, kan hinderlijk fel zijn, maar is doorgaans niet direct schadelijk bij vermogens tot enkele watts. Voor mensen die werken met lasers in de klassen 3B en 4 zijn er veiligheidsbrillen die licht van de golflengte van de laser absorberen. Lasers met verschillende golflengtes vereisen daardoor ook verschillende typen veiligheidsbrillen.
Alle lasers t/m klasse 3B zijn toegestaan in Nederland. Het verhandelen van klasse 3R, 3B en 4 laserpointers aan consumenten is niet toegestaan. Het verhandelen van klasse 2, 2M, 3R, 3B en 4 lasergadgets is niet toegestaan.